# Крутая Горка (Омская область)
Крутая Горка — упразднённый рабочий посёлок в подчинении Октябрьского административного округа город Омск Омской области. В 2004 году включен в состав города Омск и исключен из учётных данных.

## География
Располагался на правом берегу Иртыша, на расстоянии приблизительно 31 км по прямой к северу от окраины города Омска. Анклав на территории Омского района.

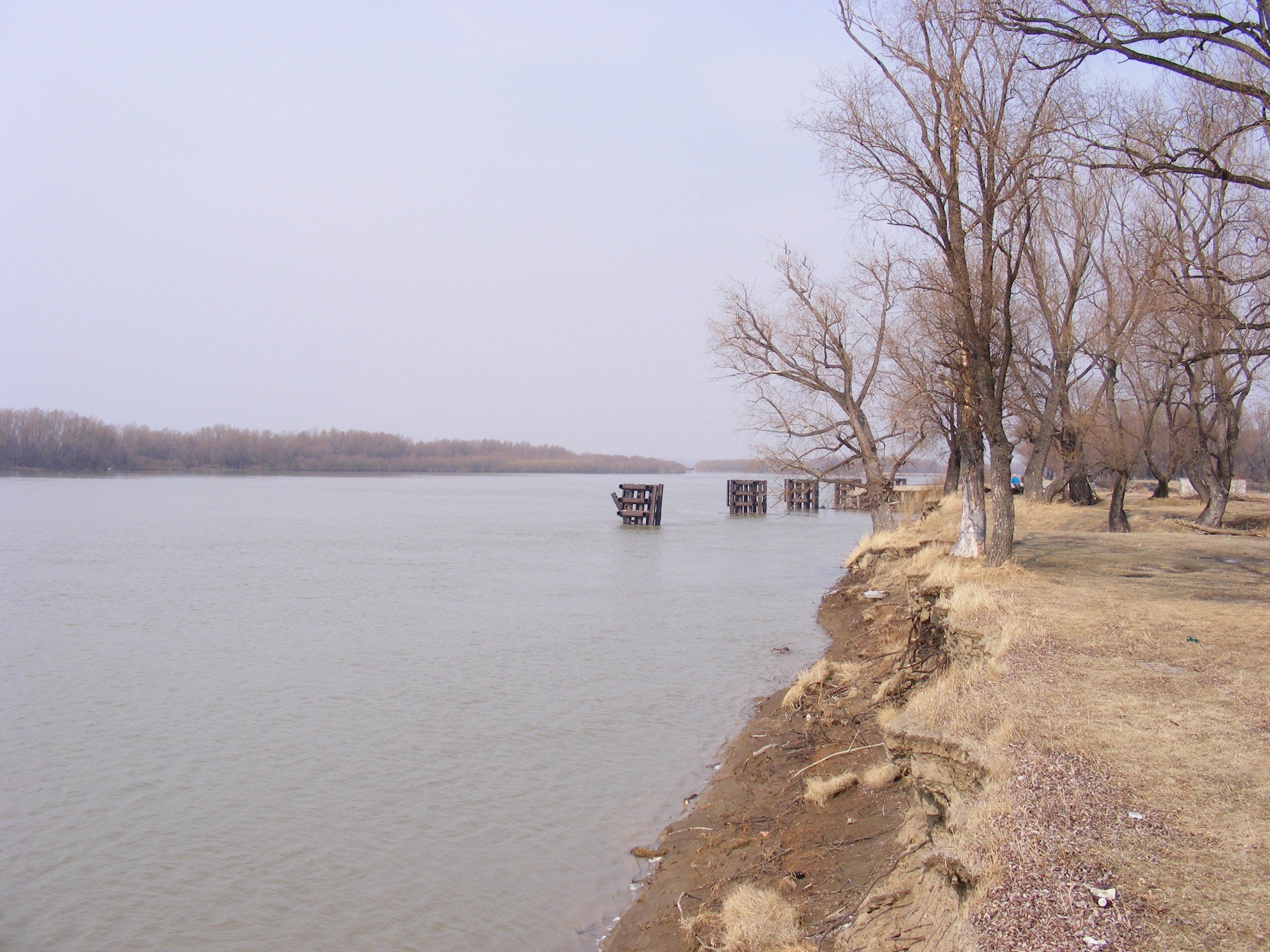
Иртыш возле Крутой Горки

## История
Посёлок в советское время был режимным, при нём располагались Химзавод № 3 и Крутогорский машиностроительный завод (филиал завода им. Баранова). К химзаводу от Омска шла секретная железная дорога, не обозначенная на картах. Здесь испытывали ракетные двигатели на гептиле, чрезвычайно токсичном топливе, поэтому эта площадка и была вынесена подальше от большого города, вниз по реке.
Статус рабочего посёлка с 1962 года.
В 2004 году включен в состав города Омск и исключен из учётных данных.

## Население
| 1970 | 1979  | 1989  | 2002  |
| ---- | ----- | ----- | ----- |
| 5026 | ↗5162 | ↗7365 | ↘6861 |